# Il Barone Rampante
Il Barone Rampante est une écurie de sport automobile italienne, fondée par  Giuseppe Cipriani. 

## Biographie
Initialement créé par  Giuseppe Cipriani, l'équipe tire l'origine de son nom du roman italien Le Baron perché écrit par Italo Calvino.
Elle s'est engagée en Formule 3000 de la saison 1991 à la saison 1993.
Elle a accueilli plusieurs pilotes durant ses trois années d'existence, avec par exemple Alessandro Zanardi, Rubens Barrichello, Andrea Montermini, Jan Lammers et Pedro Chaves.
L'écurie n'a jamais remporté de titre. Ses meilleurs résultats au championnat sont deux deuxièmes places obtenues par Alessandro Zanardi durant la saison 1991 et Andrea Montermini lors de la saison 1992.
Elle a cependant engrangé trois victoires lors de ses deux premières saisons, l'ultime saison quant à elle ne les verra pas sur le podium une seule fois. 
Elle détient aussi le record du tour du circuit Paul Armagnac situé à Nogaro réalisé par Alessandro Zanardi en 1991.
Elle a essayé de concourir en Formule 1 afin de devenir l'équipe bis de Benetton Formula. Enrique Scalabroni a même été débauché de Lotus pour permettre à ce projet de se réaliser. L'écurie devait équiper ses voitures, non pas par des V8 Ford comme Benetton mais par des V12 Jaguar. Une rumeur prétendait même que l'équipe allait remplacer Tyrrell. L'expérience n'a pas abouti.

## Résultats en Formule 3000
| Saison | Châssis     | Moteur      | Pneus | Pilotes            | 1   | 2   | 3   | 4   | 5   | 6   | 7   | 8   | 9   | 10  | Pts. | Cls. |
| ------ | ----------- | ----------- | ----- | ------------------ | --- | --- | --- | --- | --- | --- | --- | --- | --- | --- | ---- | ---- |
| 1991   | Reynard 91D | Mugen Honda | A     |                    | VAL | PAU | JER | MUG | PER | HOC | BRA | SPA | LEM | NOG | 42   | 2    |
| 1991   | Reynard 91D | Mugen Honda | A     | Alessandro Zanardi | 1   | Abd | 2   | 1   | Abd | Abd | 2   | 2   | Abd | 2   | 42   | 2    |
| 1991   | Reynard 91D | Mugen Honda | A     | Giuseppe Bugatti   | 5   | Abd | Abd | Abd | 3   | Abd | Abd | 16  | Abd | 7   | 6    | 11   |
| 1992   | Reynard 92D | Judd        | A     |                    | SIL | PAU | CAT | PER | HOC | NUR | SPA | ALB | NOG | MAG | 34   | 2    |
| 1992   | Reynard 92D | Judd        | A     | Andrea Montermini  | Abd | Abd | 1   | 3   | 9   |     |     |     |     |     | 34   | 2    |
| 1992   | Reynard 92D | Ford        | A     | Andrea Montermini  |     |     |     |     |     | Abd |     |     |     |     | 34   | 2    |
| 1992   | Reynard 92D | Ford        | A     | Pedro Chaves       |     |     |     |     |     |     | Nq  | 11  | 10  | Abd | 0    | 20   |
| 1992   | Reynard 92D | Judd        | A     | Rubens Barrichello | 2   | 3   | 2   | Abd | 6   |     |     |     |     |     | 27   | 3    |
| 1992   | Reynard 92D | Ford        | A     | Rubens Barrichello |     |     |     |     |     | 3   | 5   | 6   | 6   | 5   | 27   | 3    |
| 1992   | Reynard 92D | Judd        | A     | Fabiano Vandone    | 10  | Abd | 14  | 10  | 17  |     |     |     |     |     | 0    | 27   |
| 1992   | Reynard 92D | Judd        | A     | Gianpiero Simoni   |     |     |     |     |     | Abd | 10  | 9   | Abd | 6   | 1    | 18   |
| 1993   | Reynard 93D | Ford        | A     |                    | DON | SIL | PAU | PER | HOC | NUR | SPA | MAG | NOG |     | 0    | NS   |
| 1993   | Reynard 93D | Ford        | A     | Éric Angelvy       | Abd | Abd | Abd | Nq  | Abd |     |     |     |     |     | 0    | NS   |
| 1993   | Reynard 93D | Ford        | A     | Jan Lammers        | 9   | 9   | 10  | 4   | 7   | Abd |     |     |     |     | 3    | 15   |
| 1993   | Reynard 92D | Ford        | A     | Vittorio Zoboli    | Abd | 12  | Nq  | Abd |     |     |     |     |     |     | 0    | 28   |
| Saison | Châssis     | Moteur      | Pneus | Pilotes            | 1   | 2   | 3   | 4   | 5   | 6   | 7   | 8   | 9   | 10  | Pts. | Cls. |

| Couleur | Résultat                     |
| ------- | ---------------------------- |
| Or      | Vainqueur                    |
| Argent  | 2e place                     |
| Bronze  | 3e place                     |
| Vert    | Terminé, dans les points     |
| Bleu    | Terminé, pas dans les points |
| Violet  | Abandon (Ab.) ou (Ret)       |
| Violet  | Non classé (NC)              |
| Rouge   | Pas qualifié (DNQ)           |
| Noir    | Disqualifié (DSQ)            |
| Blanc   | Pas au départ (DNS)          |
| Blanc   | Forfait (WD)                 |
| Blanc   | N'a pas participé (DNP)      |
| Blanc   | Blessé (INJ)                 |
| Blanc   | Exclu (EX)                   |
| Blanc   | Course annulée (C)           |